# Élections législatives jamaïcaines de 2011
Des élections législatives ont lieu en Jamaïque le 29 décembre 2011. Elles sont remportées par le Parti national du peuple mené par Portia Simpson-Miller avec 42 élus, contre le Parti travailliste de Jamaïque, mené par Andrew Holness, Premier ministre sortant qui n'a obtenu que les 21 sièges restants.

## Résultats
|                          |                                                       |           |       |               |        |               |  |  |  |
| Parti                    | Parti                                                 | Voix      | %     | +/-           | Sièges | +/-           |  |  |  |
|                          | Parti national du peuple (PNP)                        | 464 064   | 53,28 | 3,64          | 42     | 14            |  |  |  |
|                          | Parti travailliste de Jamaïque (JLP)                  | 405 920   | 46,61 | 3,66          | 21     | 11            |  |  |  |
|                          | Parti progressiste populaire de Marcus Garvey (MGPPP) | 420       | 0,05  | Nv            | 0      | en stagnation |  |  |  |
|                          | Mouvement démocratique national (NDM)                 | 263       | 0,03  | 0,01          | 0      | en stagnation |  |  |  |
|                          | Mouvement de l'alliance de la Jamaïque (JAM)          | 57        | 0,01  | Nv            | 0      | en stagnation |  |  |  |
|                          | Indépendants                                          | 228       | 0,03  | en stagnation | 0      | en stagnation |  |  |  |
|                          |                                                       |           |       |               |        |               |  |  |  |
| Votes valides            | Votes valides                                         | 870 952   | 99,39 |               |        |               |  |  |  |
| Votes blancs et nuls     | Votes blancs et nuls                                  | 5 358     | 0,61  |               |        |               |  |  |  |
| Total                    | Total                                                 | 876 310   | 100   | –             | 63     | 3             |  |  |  |
| Abstentions              | Abstentions                                           | 771 726   | 46,83 |               |        |               |  |  |  |
| Inscrits / participation | Inscrits / participation                              | 1 648 036 | 53,17 |               |        |               |  |  |  |